# Suleiman II
Suleyman II là vị vua thứ 20 của Đế quốc Ottoman - trị vì từ năm 1687 đến 1691.

## Tiểu sử
Suleyman sinh ngày 15 tháng 4 năm 1642 tại Istanbul. Là con của Ibrahim I và Saliha Dilasub Sultana. Ông ta là một người sùng đạo, chính trực và thông minh. Ông căm ghét ăn hối lộ hay quan liêu. Mẹ ông là Dilasub Sultana đã tạo một nền giáo dục tốt cho con mình. Bà triệu nhiều gia sư giỏi đến cung điện để dạy dỗ cho Suleyman. Trong đời ông, Suleyman đã có 40 năm sống ở trong cấm cung.
Với tư cách là một hoàng đế, ông đề xuất những biện pháp nhằm chống lại sự tham nhũng, hà hiếp dân của các quan và ông cũng cải tổ lại triều đình. Ông cũng bổ nhiệm một vị tể tướng mới, Fazil Mustafa Pasha. Suleyman trị vì được 4 năm, và trong 2 năm cuối ông đau yếu. Ông qua đời ngày 22 tháng 6 năm 1691, tại Erdine.

## Chiến tranh với Áo
Sultan Suleyman lên kế vị trong khi Đế quốc Ottoman đang ở trong cuộc chiến tranh với Liên quân các nước Tây Âu (Áo, Ba Lan v.v...), quân Áo liên tiếp đánh bại quân Ottoman và chiếm các thành Egri (tháng 11 năm 1687) rồi Istoni và Beograd (tháng 9 năm 1688).
Việc Beograd thất thủ mở đường cho quân Áo xâm lược Bosnia và Wallachia. Được tin, quân đội Ottoman do Celebi Ibrahim Pasha chỉ huy phản công và đánh thắng quân đội Áo trong trận Egriboz và vào 1689 Sultan Suleyman mở cuộc tấn công quân Áo.
Ngày 8 tháng 6 năm 1690 quân của tể tướng Ottoman Koprulu Mustafa Pasha chiếm lại Gladova và Orsovia. Đến tháng 10 năm 1690, quân Ottoman tiến vào Beograd và đánh tan quân Áo, lấy lại Beograd.

## Hôn nhân
Các vương phi của Suleyman II:
- Hatice Haseki
- Behzat Haseki
- Ivaz Haseki
- Sulun Haseki
- Sheh-suvar Haseki
- Zeyneb Haseki[1]

Suleyman II không có con

## Chú giải
1. 1 2 3 4 5 6 7 8  Ottoman Web Site - Suleyman II